# Élections des gouverneurs américains de 2004
Les élections des gouverneurs américains de 2004 se sont déroulés le 2 novembre 2004, soit le même jour que l'élection présidentielle de 2004, les élections législatives de 2004 et les élections sénatoriales de 2004
Onze États et deux territoires ont voté pour élire leur gouverneur.
Quatre États changent de couleur politique, mais il n'y a aucun gain net pour chacun des deux principaux partis.

## Cadre institutionnel et mode de scrutin
Les législations et les constitutions des différents États des États-Unis fixent le déroulement des scrutins au niveau des États et au niveau local. Ces scrutins concernent différentes fonctions électives. Les gouverneurs et les lieutenant gouverneurs sont élus dans chaque État (parfois sur un 'ticket' commun, parfois séparément, parfois sur des années différentes), et des gouverneurs sont aussi élus dans les territoires des Samoa américaines, de Guam, des Îles Mariannes du Nord, de Porto Rico et des Îles Vierges des États-Unis. Les membres des assemblées des États sont aussi élus.
Certains États élisent également leur State attorney general, leur Secretary of state ou encore les membres de leur Cour suprême.
Pour des raisons de facilité et de coût, les élections à ces différentes fonctions se tiennent généralement en même temps, et parfois concomitamment avec des élections fédérales (présidentielle, législatives, sénatoriales).

## Résultats

Carte des résultats
Conservé par les Républicains.
Gagné par les Républicains.
Conservé par les Démocrates.
Gagné par les Démocrates.

| Parti | Parti             | États     | États    | États | États | Total | Total | Total | Territoires | Territoires | Territoires | Territoires |
| Parti | Parti             | Élections | Conservé | Gagné | Perdu | Avant | Après | +/−   | Élections   | Conservé    | Gagné       | Perdu       |
| ----- | ----------------- | --------- | -------- | ----- | ----- | ----- | ----- | ----- | ----------- | ----------- | ----------- | ----------- |
|       | Parti démocrate   | 6         | 4        | 2     | 2     | 22    | 22    | -     | 2           | 2           | -           | -           |
|       | Parti républicain | 5         | 3        | 2     | 2     | 28    | 28    | -     | -           | -           | -           | -           |
| Total | Total             | 11        | -        | -     | -     | 50    | 50    | -     | 2           | -           | -           | -           |